# São Martinho de Anta e Paradela de Guiães
São Martinho de Anta e Paradela de Guiães (oficialmente: União das Freguesias de São Martinho de Anta e Paradela de Guiães) é uma freguesia portuguesa do município de Sabrosa, com 25,45 km² de área e 948 habitantes (censo de 2021). A sua densidade populacional é 37,2 hab./km².

## História
Foi criada aquando da reorganização administrativa de 2012/2013,  resultando da agregação das antigas freguesias de São Martinho de Anta e Paradela de Guiães.

## Demografia
A população registada nos censos foi:
| Distribuição da População por Grupos Etários | Distribuição da População por Grupos Etários | Distribuição da População por Grupos Etários | Distribuição da População por Grupos Etários | Distribuição da População por Grupos Etários | Distribuição da População por Grupos Etários |
| -------------------------------------------- | -------------------------------------------- | -------------------------------------------- | -------------------------------------------- | -------------------------------------------- | -------------------------------------------- |
| Antes da agregação                           |                                              |                                              |                                              |                                              |                                              |
| Ano                                          | 0-14 anos                                    | 15-24 anos                                   | 25-64 anos                                   | >= 65 anos                                   | Total                                        |
| 2001                                         | 134                                          | 135                                          | 476                                          | 279                                          | 1024                                         |
| 2011                                         | 129                                          | 89                                           | 476                                          | 319                                          | 1013                                         |
| Após a agregação                             |                                              |                                              |                                              |                                              |                                              |
| Ano                                          | 0-14 anos                                    | 15-24 anos                                   | 25-64 anos                                   | >= 65 anos                                   | Total                                        |
| 2021                                         | 115                                          | 71                                           | 454                                          | 308                                          | 948                                          |